# Joan de Ragusa
Joan de Ragusa O.P. (Iohannis [Stojković] de Ragusio) (prop de 1395, República de Ragusa, avui Croàcia - † 20 d'octubre de 1443, Lausanne, avui Suïssa) fou un teòleg dominic. Fou nomenat pseudocardenal per l'antipapa Fèlix V i participà com a nunci al Concili de Basilea.

## Biografia
Estudià a Ragusa, després a la Universitat de Pàdua i a la Sorbona de París. El papa Martí V el designà per fer la lectura d'obertura del Concili de Pavia el 1423, durant el qual exhortà a reformar l'Església. Esdevingué professor a la Universitat de Bolonya i convencé el papa Martí V per organitzar un Concili a Basilea. Fou nomenat teòleg del Concili General i l'obrí el 1431. Ragusa també fou nomenat secretari general del Concili. L'enviaren a Constantinoble i sabé convèncer l'emperador Joan VIII Paleòleg per designar un ambaixador al Concili.
Al Concili Joan de Ragusa predicà contra les doctrines dels hussites. Contra el seu opositor Johannes Rokcyana, fra Ragusa defensà el dret de l'Església de distribuir la comunió als lais només sota la forma del pa. En les tensions entre el papa Eugeni IV i el Concili de Basilea, Ragusa prengué part pel conciliarisme i defensà la superioritat del Concili sobre el Papa.
El 1438 fou nomenat bisbe titular d'Argeș a Valàquia pel Concili de Basilea i donà suport a l'elecció de l'antipapa Fèlix V el 1439. El Concili i l'antipapa l'enviaren a la dieta de Frankfurt, a Múnic i a Viena per defensar els afers del Concili. És conegut com un teòleg important del conciliarisme, com un especialista de la literatura patrística i medieval i com un gran humanista. És autor del cèlebre Tractatus de Ecclesia.
L'antipapa Fèlix V el creà cardenal durant el seu consistori del 2 d'octubre de 1440. El cardenal de Ragusa deixà Basilea amb l'antipapa el 1442 i visqué a Lausana, on finalment morí.